# Ancylorhynchus insignis
Ancylorhynchus insignis là một loài ruồi trong họ Asilidae. Ancylorhynchus insignis được Bromley miêu tả năm 1936. Loài này phân bố ở vùng nhiệt đới châu Phi.